# Goriška Mohorjeva družba

Goriška Mohorjeva družba je samostojni člen založbe Mohorjeva družba v Gorici. Ustanovljena je bila leta 1923 z namenom izdajanja slovenskega tiska in leposlovja.

## Nastanek in kratka zgodovina
Goriško Mohorjevo družbo so uradno ustanovili z nadškofijskim dekretom 17. novembra 1923 v Gorici. Naslednje leto je Družba v predbožičnem času med svoje člane razposlala svojo prvo knjižno zbirko (knjige so kar poimenovali mohorjevke), ki je vsebovala tudi Koledar za leto 1925. Koledar Goriške Mohorjeve družbe izhaja še danes in tudi mohorjevke. Število tiskanih knjig, ki jih je Goriška Mohorjeva družba v vseh letih razpošiljala med bralce, je izredno visoko, saj je slovenskega človeka na Primorskem učila branja in pisanja slovenske materine besede. V času fašizma v Italiji je bila podvržena strogi cenzuri in stalnim napadom nenaklonjene oblasti, delovanje je bilo zato okrnjeno a ni nikoli zamrlo, saj so v Zboru svečenikov sv. Pavla duhovniki razumeli, da bo družba obstala, samo če postane cerkvena bratovščina, največ zaslug je imel pri tem Virgil Šček. Po drugi svetovni vojni je Goriška Mohorjeva družba nadaljevala s svojim poslanstvom, mnogo je sodelovala s Celjsko Mohorjevo družbo, saj sta nekaj let skupno izdajali vsakoletni koledar. Po drugem Vatikanskem koncilu so od leta 1965 v Družbi odprli vrata tudi laikom in ženskam, tako je bila prof. Marija Češčut od leta 1973 kot prva nežnega spola v odboru Družbe.
Zaradi spremenjenih zakonskih določil v Italiji, so leta 1993 ustanovili založbo ozirom zadružno podjetje: Zadruga Goriška Mohorjeva, ki je pod svoje okrilje združila razvejano založniško dejavnost goriške slovenske narodne skupnosti: tednik Katoliški glas (ki se je kasneje leta 1996 z združitvijo s tržaškim tednikom Novim listom preimenoval v Novi glas), mladinsko mesečno revijo Pastirček in vse knjižne izdaje Goriške Mohorjeve družbe.
Med najpomembnejše izdaje Goriške Mohorjeve družbe lahko brezdvomno prištevamo 20-letno izhajanje Primorskega slovenskega biografskega leksikona - PSBL, ki je izhajal v snopičih od leta 1974 do leta 1994. Na skupno 2800 straneh so najrazličnejši sodelavci objavili več kot 4500 gesel. S tem so vsem Slovencem ponudili na vpogled številne osebnosti, ki so gradile primorsko svetno in cerkveno preteklost in so v slovenski prostor prinesli zahodni primorski delež, ki ni zanemarljiv in je še danes izredno pomemben za celo Slovenijo.

## Odlikovanja in nagrade
- Černetova nagrada  Sklada Dušana Černeta (1978)
- zlati častni znak svobode Republike Slovenije (2001)

je družba prejela z naslednjo utemeljitvijo: »za neutrudno širjenje slovenske knjige in utrjevanje narodne zavesti med Slovenci – ob 150-letnici Mohorjeve družbe«.